# Sakuranine
La sakuranine est un composé organique de la famille des flavanones, un sous-groupe de flavonoïdes. C'est plus précisément un hétéroside de flavanone, le 5-O-glucoside de la sakuranétine. Elle est notamment présente dans les espèces de Prunus.